# Stelis williamsii
Stelis williamsii är en orkidéart som beskrevs av Oakes Ames. Stelis williamsii ingår i släktet Stelis och familjen orkidéer. Inga underarter finns listade i Catalogue of Life.